# Pterotricha
Pterotricha là một chi nhện trong họ Gnaphosidae.